# High Fidelity (film)
 For alternative betydninger, se High Fidelity (flertydig). (Se også artikler, som begynder med High Fidelity)
High Fidelity er en amerikansk film fra 2000, instrueret af Stephen Frears efter Nick Hornbys roman af samme navn. Den har John Cusack og Iben Hjejle i hovedrollerne.

## Medvirkende
- John Cusack som Rob Gordon
- Iben Hjejle som Laura
- Todd Louiso som Dick
- Jack Black som Barry
- Lisa Bonet som Marie DeSalle
- Catherine Zeta-Jones som Charlie Nicholson
- Joan Cusack som Liz
- Tim Robbins som Ian "Ray" Raymond
- Lili Taylor som Sarah Kendrew
- Natasha Gregson Wagner som Caroline
- Sara Gilbert som Annaugh Moss
- Bruce Springsteen som sig selv (cameo)